# جون ذا ريبر
جون ذا ريبر (بالإنجليزية: John the Ripper)‏ عباره عن برنامج حر يقوم بكسر كلمة المرور. طورت هذه الأداة مبدئيا لأنظمة يونكس والآن تعمل على خمسة عشر نظام تشغيل مختلف.
وأيضاً توجد نسخة مدفوعة من البرنامج بميزات أكثر من النسخة العادية ويتضمن هاشات أخرى.